# Brignano Gera d'Adda
Brignano Gera d'Adda est une commune de la province de Bergame dans la région Lombardie en Italie.

## Histoire
Sagramoro Visconti (NC-1385), fils naturel de Barnabé Visconti, seigneur de Milan, et de sa maîtresse Montanina de Lazzari, fut seigneur de Brignano et l'ancêtre de la famille des seigneurs du lieu qui s'éteignit en 1764.

## Administration
| Période                                  | Période  | Identité       | Étiquette     | Qualité |
| ---------------------------------------- | -------- | -------------- | ------------- | ------- |
| 14 juin 2004                             | En cours | Giuseppe Ferri | Ligue du Nord |         |
| Les données manquantes sont à compléter. |          |                |               |         |

### Communes limitrophes
Caravaggio, Castel Rozzone, Cologno al Serio, Lurano, Morengo, Pagazzano, Spirano, Treviglio.

## Galerie de photos

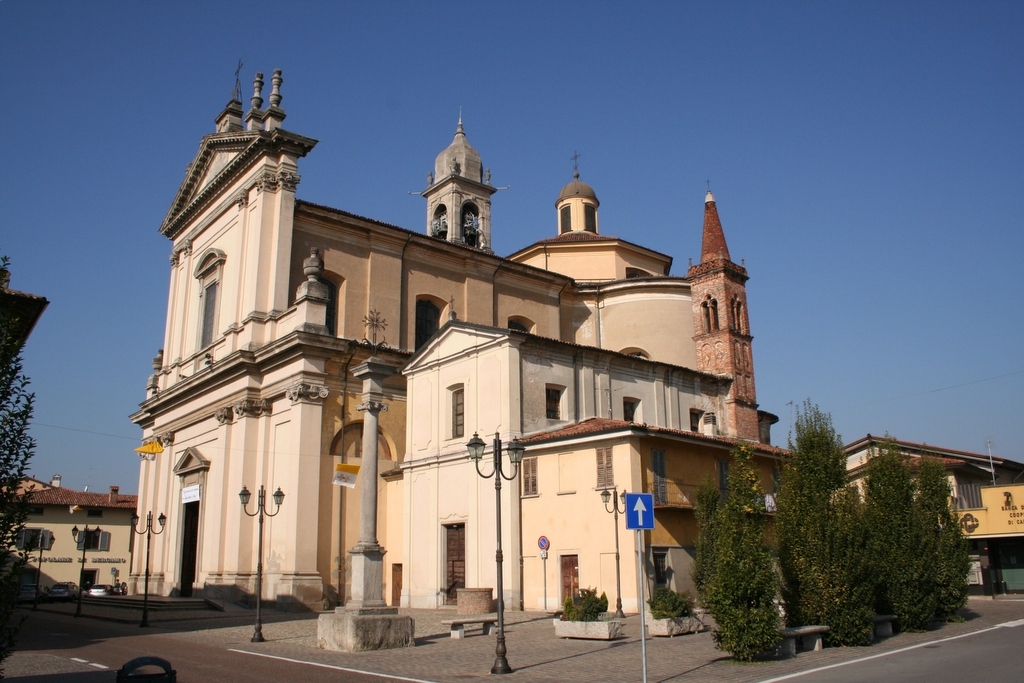
L'église paroissiale.
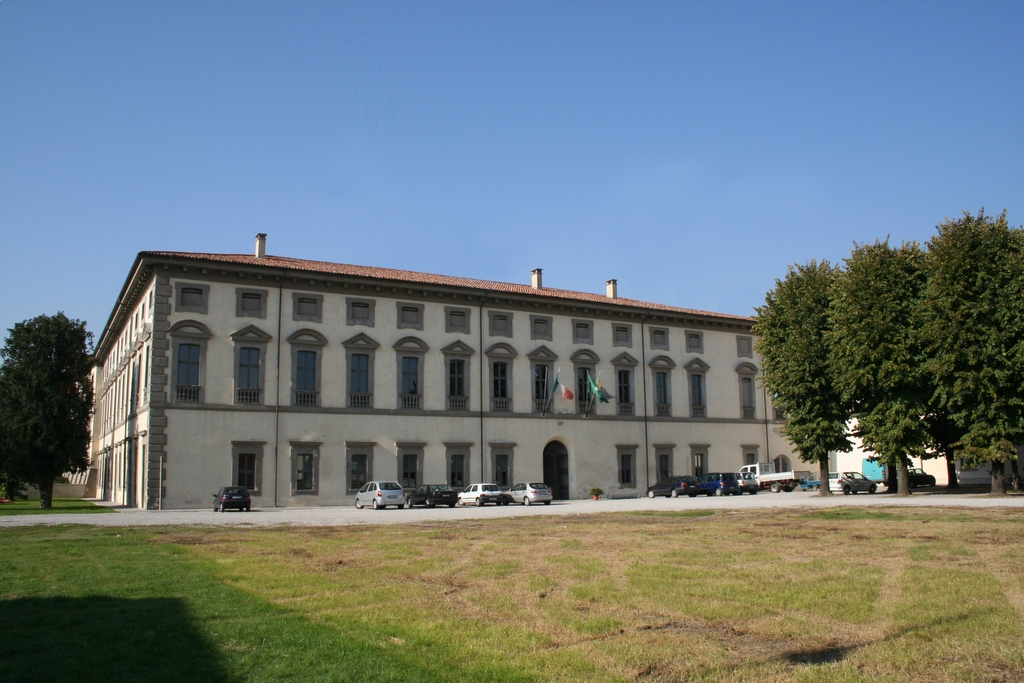
Le Palazzo Vecchio, viscontien.
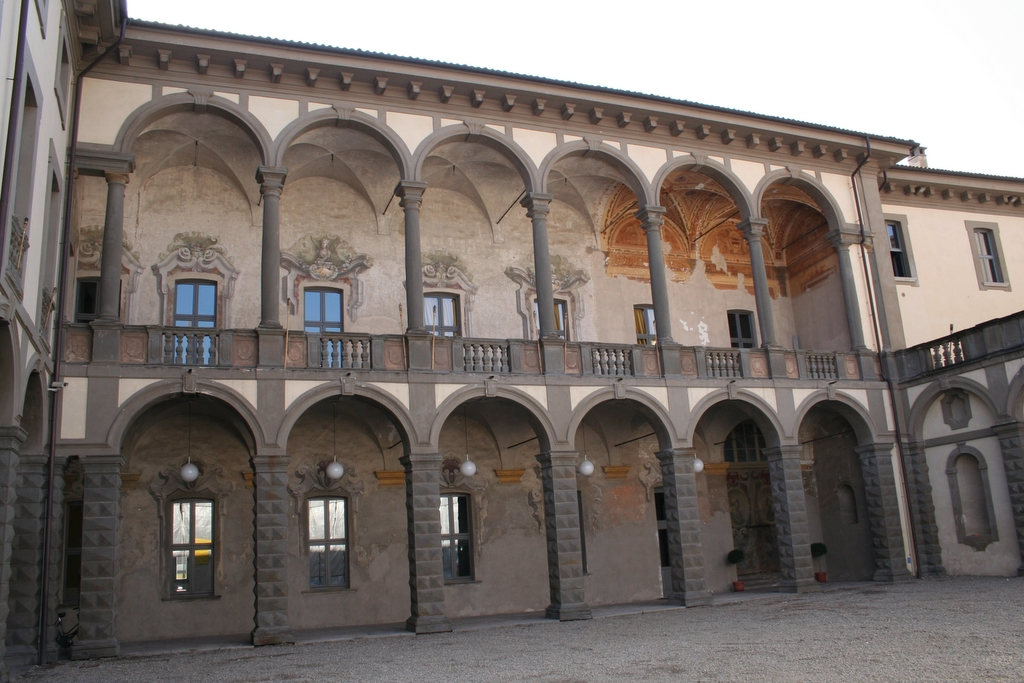
Cour intérieure du Palazzo Vecchio.